# Flagge Vancouvers

Die Flagge Vancouvers wurde von Robert Watt entworfen und am 17. Mai 1983 vom Stadtrat genehmigt. Das grüne Dreieck auf der linken Seite repräsentiert das Land, auf dem die Stadt Vancouver erbaut wurde und den gemäßigten Regenwald, der die Stadt umgibt. Die wechselnden blauen und weißen Wellen symbolisieren das Meer, das neben der Forstwirtschaft die wichtigste Grundlage für den Wohlstand und das Wachstum der Stadt darstellt und den Wellen der Flagge von British Columbia ähnelt. Im goldenen Schild ist die Stadtplakette abgebildet.

## Stadtplakette
Die Stadtplakette stellt einen mit einer Holzfälleraxt gekreuzten Riemen innerhalb einer Mauerkrone dar. Die Werkzeuge repräsentieren die Forstwirtschaft bzw. die Schifffahrt, die Mauerkrone symbolisiert Vancouvers Stadtstatus.